# Havelterberg
Havelterberg ist ein Ortsteil der Gemeinde Westerveld in der niederländischen Provinz Drenthe. Er hat etwa 190 Einwohner (Stand: 1. Januar 2024). Er war Standort für das Sondermunitionslager Havelterberg der NATO.

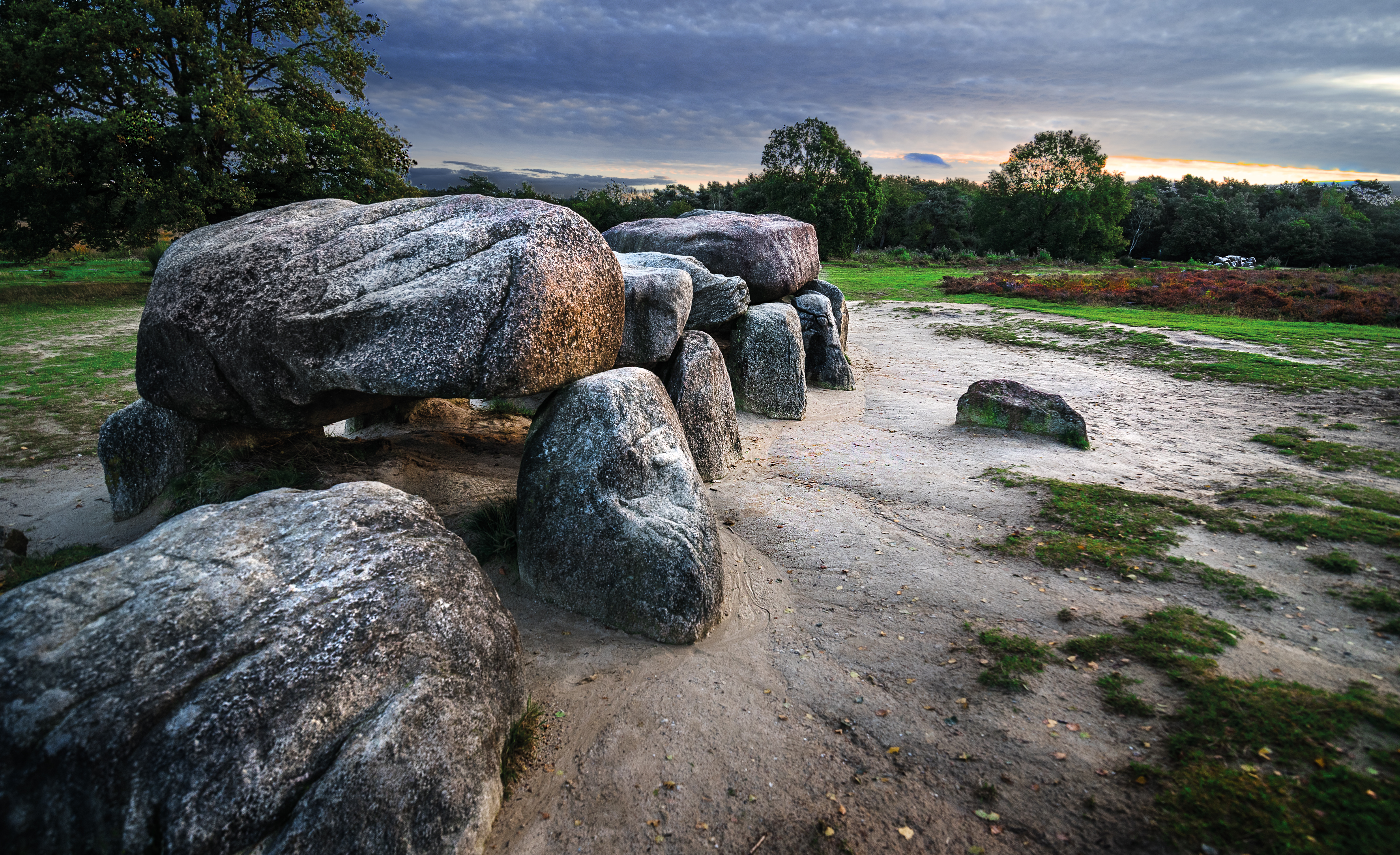
Hunebed D54 in Havelteberg